# Джонсон-Сіті (Техас)
Джонсон-Сіті (англ. Johnson City) — місто (англ. city) в США, в окрузі Бланко штату Техас. Населення — 1627 осіб (2020).

## Географія
Джонсон-Сіті розташований за координатами 30°16′20″ пн. ш. 98°24′26″ зх. д. / 30.27222° пн. ш. 98.40722° зх. д. (30.272097, -98.407126).  За даними Бюро перепису населення США в 2010 році місто мало площу 4,54 км², з яких 4,53 км² — суходіл та 0,01 км² — водойми.

### Клімат
| Клімат : Джонсон-Сіті        | Клімат : Джонсон-Сіті | Клімат : Джонсон-Сіті | Клімат : Джонсон-Сіті | Клімат : Джонсон-Сіті | Клімат : Джонсон-Сіті | Клімат : Джонсон-Сіті | Клімат : Джонсон-Сіті | Клімат : Джонсон-Сіті | Клімат : Джонсон-Сіті | Клімат : Джонсон-Сіті | Клімат : Джонсон-Сіті | Клімат : Джонсон-Сіті | Клімат : Джонсон-Сіті |
| Показник                     | Січ.                  | Лют.                  | Бер.                  | Квіт.                 | Трав.                 | Черв.                 | Лип.                  | Серп.                 | Вер.                  | Жовт.                 | Лист.                 | Груд.                 | Рік                   |
| Абсолютний максимум, °C      | 32,8                  | 36,7                  | 37,8                  | 39,4                  | 39,4                  | 41,1                  | 43,3                  | 43,3                  | 43,3                  | 40,0                  | 35,0                  | 32,8                  | 43,3                  |
| Середній максимум, °C        | 15,0                  | 17,8                  | 21,7                  | 25,6                  | 28,9                  | 32,2                  | 34,4                  | 34,4                  | 31,1                  | 26,7                  | 20,6                  | 16,1                  | 25,4                  |
| Середня температура, °C      | 8,3                   | 10,6                  | 14,4                  | 18,3                  | 22,2                  | 26,1                  | 27,8                  | 27,8                  | 24,4                  | 19,4                  | 13,3                  | 9,4                   | 18,6                  |
| Середній мінімум, °C         | 1,1                   | 3,3                   | 7,2                   | 11,1                  | 16,1                  | 20,0                  | 21,1                  | 20,6                  | 17,8                  | 12,2                  | 6,7                   | 2,2                   | 11,7                  |
| Абсолютний мінімум, °C       | −21,1                 | −20,6                 | −10                   | −7,8                  | 1,1                   | 7,8                   | 12,2                  | 8,9                   | 3,3                   | −6,1                  | −10,6                 | −17,8                 | −21,1                 |
| Норма опадів, мм             | 45                    | 53                    | 67                    | 68                    | 115                   | 106                   | 51                    | 60                    | 83                    | 106                   | 68                    | 60                    | 882                   |
| ---------------------------- | --------------------- | --------------------- | --------------------- | --------------------- | --------------------- | --------------------- | --------------------- | --------------------- | --------------------- | --------------------- | --------------------- | --------------------- | --------------------- |
| Джерело: The Weather Channel |                       |                       |                       |                       |                       |                       |                       |                       |                       |                       |                       |                       |                       |

## Демографія
Згідно з переписом 2010 року, у місті мешкало 1656 осіб у 645 домогосподарствах у складі 432 родин. Густота населення становила 365 осіб/км².  Було 734 помешкання (162/км²).
Расовий склад населення:
| - 86,4 % — білих - 1,0 % — корінних американців - 0,8 % — чорних або афроамериканців - 0,2 % — азіатів - 0,1 % — вихідців з тихоокеанських островів - 9,9 % — осіб інших рас |

До двох чи більше рас належало 1,6 %. Частка іспаномовних становила 24,1 % від усіх жителів.
За віковим діапазоном населення розподілялося таким чином: 26,9 % — особи молодші 18 років, 56,2 % — особи у віці 18—64 років, 16,9 % — особи у віці 65 років та старші. Медіана віку мешканця становила 39,6 року. На 100 осіб жіночої статі у місті припадало 97,8 чоловіків;  на 100 жінок у віці від 18 років та старших — 92,1 чоловіків також старших 18 років.
Середній дохід на одне домашнє господарство  становив 46 149 доларів США (медіана — 38 090), а середній дохід на одну сім'ю — 54 476 доларів (медіана — 43 047). Медіана доходів становила 38 295 доларів для чоловіків та 30 750 доларів для жінок. За межею бідності перебувало 14,1 % осіб, у тому числі 20,1 % дітей у віці до 18 років та 10,0 % осіб у віці 65 років та старших.
Цивільне працевлаштоване населення становило 774 особи. Основні галузі зайнятості: мистецтво, розваги та відпочинок — 19,9 %, будівництво — 14,2 %, освіта, охорона здоров'я та соціальна допомога — 13,6 %.